# The Weinstein Company
The Weinstein Company (auch Weinstein Co. oder kurz TWC) war eine im Oktober 2005 von den Brüdern Harvey und Bob Weinstein gegründete, unabhängige US-amerikanische Filmproduktionsgesellschaft (independent studio) mit Firmensitz in New York City.

## Geschichte

### Unternehmensentwicklung und Neugründung 2005
Die Brüder Weinstein gründeten bereits 1979 das Independent-Studio Miramax Films sowie 1993 dessen Genre-Sublabel Dimension Films (spezialisiert auf Horror-, Thriller- und Actionfilme). Nachdem sich Miramax zu einem der weltweit erfolgreichsten Filmunternehmen (Vertrieb innerhalb der USA, Handel mit Filmrechten weltweit) entwickelt hatte, kaufte The Walt Disney Company den Weinsteins Miramax 1993 für 70 Mio. US-Dollar ab.
Die Weinsteins blieben ihrem Unternehmen auch nach dem Verkauf treu und führten Miramax bis 2005 weiter. In dieser Zeit hatten die Weinsteins in ihrem Unternehmen zwar freie Hand, allerdings behielt sich der Disney-Konzern ein Vetorecht vor, über welches er bestimmen konnte, was veröffentlicht werden würde. Nachdem es unter anderem wegen solcher Vetos von Disney zu Unstimmigkeiten gekommen war, wurde den Weinsteins, wie vertraglich vorgesehen, Miramax zum Rückkauf angeboten. Da man versäumt hatte, einen festen Rückkaufpreis zu vereinbaren, wurde Miramax nach seinem Marktwert bewertet.
Der Rückkaufpreis (2 Mrd. US$) überstieg die finanziellen Möglichkeiten der Weinsteins bei weitem. Daher nutzte Disney am 30. März 2005 die vertraglich vereinbarte Option, die Verträge der Weinsteins nach zwölf Jahren aufzulösen. Aufgrund der getroffenen Vereinbarung verließen beide Brüder im September 2005 ihre Firma. Disney behielt die insgesamt 550 Miramax-Filme, überließ ihnen aber laufende Filmproduktionen sowie Dimension Films und eine Ablösesumme von 140 Mio. $. Mit diesem Startkapital an Filmrechten und laufenden Produktionen gründeten die Weinsteins am 1. Oktober 2005 ihr neues Filmunternehmen, das nun schlicht The Weinstein Company heißt.
Am 8. Oktober 2017 wurde Firmenmitgründer Harvey Weinstein aufgrund von Vorwürfen der sexuellen Belästigung entlassen.

### Insolvenz
Am 26. Februar 2018 kündigte das Unternehmen Insolvenz an. Der Insolvenzantrag wurde etwa drei Wochen später in Delaware gestellt. Alle Mitarbeiter wurden zudem von ihren Schweigevereinbarungen mit dem Unternehmen befreit.

## Unternehmen

### Produktionen
Die ersten Produktionen unter dem neuen Weinstein-Label sind der im November 2005 veröffentlichte Thriller Derailed (mit Jennifer Aniston und Clive Owen), der Film Transamerica (mit Felicity Huffman), der computeranimierte Film Hoodwinked (Die Rotkäppchen-Verschwörung) und die Komödie Mord und Margaritas (mit Pierce Brosnan und Greg Kinnear).
Mit Dimension Films besitzt The Weinstein Company bereits ein gut etabliertes Label, das vor allem mit Horror/Thriller-Filmreihen auf sich aufmerksam macht. Das Label unter welchem bereits Scream – Schrei! veröffentlicht wurde, zeichnet auch für Scary Movie und Sin City verantwortlich. Ein weiteres Standbein sind die direct-to-video-Veröffentlichungen der Filmreihen Hellraiser, Mimic, The Prophecy und Wes Craven presents Dracula.
Aus dem Vertrieb der Weinstein Company wurde im September 2006 Dixie Chicks: Shut Up and Sing beim Toronto International Film Festival uraufgeführt. Der Film dokumentiert die Zeit nach der umstrittenen Äußerung der Dixie Chicks Sängerin Natalie Maines am 10. März 2003 in London über George W. Bush als Reaktion auf den amerikanischen Einmarsch in den Irak bis in das Jahr 2006.
Im Sommer 2006 kaufte die Weinstein Company Glen A. Larson die Rechte für die 80er-TV-Serie Knight Rider für eine Kinoadaption ab. Im Januar 2012 stritt sich Weinstein mit Relativity Media um die Filmrechte an The Crow.

### Personen
Das Unternehmen kann bereits einige bekannte Namen vorweisen, die mehr oder minder stark am Unternehmen beteiligt waren. Als Berater für das Studio fungierte unter anderem Robert Redford.
Zu namhaften Regisseuren für die Produktionsfirma gehörten unter anderen Kevin Smith, Robert Rodriguez und Quentin Tarantino.

## Vertrieb

### Nordamerika
The Weinstein Company verfügt in den USA über ein eigenes Vertriebsnetz für den Kinovertrieb.

#### Home Entertainment
Für den nordamerikanischen Home-Entertainment-Markt schloss Weinstein Co. im Dezember 2005 ein Übereinkommen mit dem Unternehmen Genius Products (Wellspring Media, Sundance Home Entertainment) ab. Die Einzelheiten werden im ersten Quartal 2006 ausgearbeitet, Weinstein Co. wird sich mit 70 Prozent an Genius Products beteiligen, die künftig alle Produktionen von Weinstein und Dimension auswerten wird.

### Übrige Gebiete
Außerhalb Nordamerikas blieb die Zusammenarbeit mit Disneys Auslandsvertrieb Buena Vista International (BVI) vorerst bestehen. BVI konnte wie bisher entscheiden, ob ein Film in den Vertrieb genommen oder ob darauf verzichtet wird und er damit für den freien Verkauf an lokale Vertriebsunternehmen freigegeben wird. Hat BVI einen Film übernommen, wurde dieser in der Regel dann auch über Buena Vista Home Entertainment ausgewertet.
Ab April 2007 wurden die Filme von The Weinstein Company und Dimension Films im deutschsprachigen Raum vom Senator Film Verleih in die Kinos gebracht und anschließend als DVD über Senator Home Entertainment angeboten und vertrieben.

## Weinstein-Filme
- Entgleist (2005)
- Transamerica (2005)
- Lady Henderson präsentiert (2005)
- Lovewrecked – Liebe über Bord (2005)
- Scary Movie 4 (April 2006)
- Dixie Chicks: Shut Up and Sing (September 2006)
- Hoodwinked – Die Rotkäppchen Verschwörung (Dezember 2006)
- Clerks 2 (August 2006)
- Grindhouse (2007)
- Tropa de Elite (2007)
- Nanny Diaries (2007)
- Superhero Movie (2008)
- Outlander (2008)
- Der Vorleser (2008)
- Wächter der Wüste (2008)
- Zack and Miri Make a Porno (2008, in Deutschland am 13. August 2009 veröffentlicht)
- Fanboys (2008)
- Inglourious Basterds (2009)
- The Fighter (2010)
- The King’s Speech (2010)
- The Artist (2011)
- Our Idiot Brother (2011)
- Silver Linings (2012)
- Django Unchained (2012)
- Sin City 2: A Dame to Kill For (2014)
- Southpaw (2015)
- The Hateful Eight (2015)
- Lion – Der lange Weg nach Hause (2016)
- Tulpenfieber (2017)